# Pseudobiotus
Pseudobiotus là một chi của gấu nước thuộc ngành Tardigrada, lớp Eutardigrada.

## Các loài
- Pseudobiotus hirsutellus Pilato, Lisi & Binda, 2010[1]
- Pseudobiotus kathmanae Nelson, Marley and Bertolani, 1999
- Pseudobiotus longiunguis (Iharos, 1968)
- Pseudobiotus matici (Pilato, 1971)
- Pseudobiotus megalonyx (Thulin, 1928)
- Pseudobiotus vladimiri Biserov, Dudichev and Biserova, 2001